# Phrynobatrachus albomarginatus
Phrynobatrachus albomarginatus es una especie  de anfibios de la familia Phrynobatrachidae.

## Distribución geográfica
Es endémica de la República Democrática del Congo.  